# Lijst van voetbalinterlands Chili - Honduras
Deze lijst van voetbalinterlands is een overzicht van alle officiële voetbalwedstrijden tussen de nationale teams van Chili en Honduras. De landen speelden tot op heden acht keer tegen elkaar. De eerste ontmoeting, een vriendschappelijke wedstrijd, werd gespeeld in Santiago op 26 januari 1997. Het laatste duel, eveneens een vriendschappelijke wedstrijd, vond plaats op 10 september 2019 in San Pedro Sula.

## Wedstrijden
| № | Plaats          | Datum             | Competitie        | Wedstrijd        | Uitslag |
| - | --------------- | ----------------- | ----------------- | ---------------- | ------- |
| 1 | Santiago        | 26 januari 1997   | Vriendschappelijk | Chili – Honduras | 3 – 2   |
| 2 | Santiago        | 22 maart 2000     | Vriendschappelijk | Chili – Honduras | 5 – 2   |
| 3 | San Pedro Sula  | 21 maart 2001     | Vriendschappelijk | Honduras – Chili | 3 – 1   |
| 4 | San Pedro Sula  | 11 juni 2003      | Vriendschappelijk | Honduras – Chili | 1 – 2   |
| 5 | Fort Lauderdale | 18 januari 2009   | Vriendschappelijk | Honduras – Chili | 2 – 0   |
| 6 | Nelspruit       | 16 juni 2010      | WK 2010           | Honduras – Chili | 0 – 1   |
| 7 | Temuco          | 20 november 2018  | Vriendschappelijk | Chili – Honduras | 4 – 1   |
| 8 | San Pedro Sula  | 10 september 2019 | Vriendschappelijk | Honduras − Chili | 2 − 1   |

## Samenvatting
| Competitie        | Totaal gespeeld | Winst Chili | Gelijk | Winst Honduras | Doelsaldo Chili – Honduras |
| ----------------- | --------------- | ----------- | ------ | -------------- | -------------------------- |
| WK-eindronde      | 1               | 1           | 0      | 0              | 1 − 0                      |
| Vriendschappelijk | 7               | 4           | 0      | 3              | 16 − 13                    |
| Totaal            | 8               | 5           | 0      | 3              | 17 − 13                    |

Wedstrijden bepaald door strafschoppen worden, in lijn met de FIFA, als een gelijkspel gerekend.

## Details

### Eerste ontmoeting
| Vriendschappelijk (Santiago, Chili, 26 januari 1997): |            |                                     |
| Chili                                                 | 3 – 2      | Honduras                            |
| Rodrigo Goldberg 15' Italo Díaz 43' Eros Pérez 67'    | goals      | 34' Milton Flores 90' Milton Flores |
| Nelson Acosta                                         | bondscoach | Ramón Maradiaga                     |

### Tweede ontmoeting
| Vriendschappelijk (Santiago, Chili, 22 maart 2000): |              | |
| Chili | 5 – 2        | Honduras |
| Rodrigo Tello 9' José Luis Sierra 34' Héctor Tapia 42' David Pizarro 80' Mario Núñez 87'                                                                                 | goals        | 19' Jairo Martínez 43' Mario Chirinos |
| Nelson Acosta | bondscoach   | Ramón Maradiaga |
| Nelson Tapia Jorge Vargas 46' Pedro Reyes Javier Margas Mauricio Aros Marco Villaseca 63' Clarence Acuña José Luis Sierra 58' Rodrigo Tello 80' Mario Núñez Héctor Tapia | opstellingen | 46' Wilmer Cruz Ninrod Medina Reynaldo Clavasquín Samuel Caballero Iván Guerrero Danilo Turcios 83' José Luis Pineda 68' Mario Chirinos 46' Alex Pineda 65' Wilmer Velásquez Jairo Martínez |
| Claudio Maldonado 46' David Pizarro 58' Patricio Ormazábal 63' Rodrigo Núñez 80'                                                                                         | wissels      | 46' Hugo Caballero 46' Julio César de León 65' Juan Manuel Cárcamo 68' Nerlin Membreno 83' Ricky García                                                                                     |
| José Luis Sierra ??' | gele kaarten | ??' Julio César de León |

### Derde ontmoeting
| Vriendschappelijk (San Pedro Sula, Honduras, 21 maart 2001): |              | |
| Honduras | 3 – 1        | Chili |
| Miguel Ramírez 26' (e.d.) Amado Guevara 44' Carlos Pavón 67' | goals        | 32' Sebastián González |
| Ramón Maradiaga | bondscoach   | Pedro García |
| Noel Valladares 73' Milton Reyes Samuel Caballero Reynaldo Clavasquín 66' Nimrod Medina 73' Iván Guerrero Christian Santamaría 46' José Luis Pineda ??' Amado Guevara 66' Milton Núñez 66' Carlos Pavón | opstellingen | Marcelo Ramírez Miguel Ramírez Pedro Reyes Rafael Olarra 46' Ricardo Rojas Nelson Parraguez 68' Joel Reyes 35' Milovan Mirošević Alejandro Osorio Iván Zamorano 48' Sebastián González |
| Maynor Suazo 46' Jaime Rosales ??' Julio César de León 66' Javier Martínez 66' Jairo Martínez 66' Junior Morales 73' Ricky García 73'                                                                   | wissels      | 35' Carlos Toro 46' Miguel Ponce 48' Rodrigo Ruiz 68' Jorge Vargas |
| | gele kaarten | ??' Miguel Ramírez ??' Iván Zamorano |
| | rode kaarten | 35' Marcelo Ramírez |
| - Debuut van Carlos Toro, Sebastián González en Milovan Mirošević voor Chili. |              | |

### Vierde ontmoeting
| Vriendschappelijk (San Pedro Sula, Honduras, 11 juni 2003): |              | |
| Honduras | 1 – 2        | Chili |
| José Luis Pineda 14' | goals        | 44' (pen.) Héctor Tapia 60' Mark González |
| Edwin Pavón | bondscoach   | Juvenal Olmos |
| Víctor Coello Samuel Caballero Wilson Palacios Milton Palacios 46' Erick Vallecillo Oscar Bonilla Jaime Rosales 46' José Luis Pineda 80' Carlos Oliva 62' Jairo Martínez 46' Emil Martínez | opstellingen | Nelson Tapia 87' Boris González Ricardo Rojas Pablo Contreras Rodrigo Pérez Jorge Acuña 65' Claudio Maldonado 65' Milovan Mirošević Mark González Fernando Martel Héctor Tapia |
| Javier Martínez 46' Edgar Álvarez 46' Saúl Martínez 46' Christian Santamaría 62' Luis Guifarro 80'                                                                                         | wissels      | 65' Joel Soto 65' Nicolás Córdova 87' Rafael Olarra |
| Milton Palacios 40' | gele kaarten | 70' Boris González |

### Vijfde ontmoeting
| Vriendschappelijk (Fort Lauderdale, Verenigde Staten, 18 januari 2009):                                                                                                 |              | |
| Honduras | 2 – 0        | Chili |
| Carlos Pavón 77' Amado Guevara 84' (pen.) | goals        | |
| Reinaldo Rueda | bondscoach   | Marcelo Bielsa |
| Noel Valladares Mario Beata Oscar García Erick Norales 76' Mario Rodríguez Carlos Mejía Emil Martínez 69' Iván Guerrero Amado Guevara Walter Martinez Saúl Martínez 59' | opstellingen | Miguel Pinto Hans Martínez Albert Acevedo Roberto Cereceda 31' Luis Figueroa Rodrigo Millar Marco Estrada Manuel Iturra Emilio Hernández 64' Daúd Gazale Fabián Orellana |
| Carlos Pavón 59' Danilo Turcios 69' Hendry Thomas 76' | wissels      | 31' José Fuenzalida 64' Fernando Meneses |

### Zesde ontmoeting
| WK 2010 (Nelspruit, Zuid-Afrika, 16 juni 2010): |              | |
| Honduras | 0 – 1        | Chili |
| | goals        | 34' Jean Beausejour |
| Alexis Mendoza | bondscoach   | Marcelo Bielsa |
| Noel Valladares Sergio Mendoza Osman Chávez Maynor Figueroa Emilio Izaguirre Édgard Álvarez Amado Guevara 66' Wilson Palacios Roger Espinoza Ramón Núñez 78' Carlos Pavón 60' | opstellingen | Claudio Bravo Mauricio Isla Waldo Ponce Gary Medel 81' Arturo Vidal 52' Carlos Carmona Rodrigo Millar Matías Fernández Alexis Sánchez 87' Jorge Valdivia Jean Beausejour |
| Georgie Welcome 60' Hendry Thomas 66' Walter Martínez 78' | wissels      | 52' Gonzalo Jara 81' Pablo Contreras 87' Mark González |
| Wilson Palacios 33' | gele kaarten | 4' Carlos Carmona 19' Matías Fernández |

FFCh · A-internationals · Selecties · Bondscoaches · Chileens vrouwenelftal · Olympisch elftal · Chili U21 · Chili U20 · Chili U19 · Chili U18 · Chili U17
1910 – 1919 ·
1920 – 1929 ·
1930 – 1939 ·
1940 – 1949 ·
1950 – 1959 ·
1960 – 1969 ·
1970 – 1979 ·
1980 – 1989 ·
1990 – 1999 ·
2000 – 2009 ·
2010 – 2019 ·
2020 – 2029
WK 1930 · 
WK 1950 · 
WK 1962 · 
WK 1966 · 
WK 1974 · 
WK 1982 · 
WK 1998 · 
WK 2010 · 
WK 2014
OS 1928 · 
OS 1952 · 
OS 1984 · 
OS 2000
1910 · 
1911 · 1912 · 
1913 · 
1914 · 1915 · 
1916 · 
1917 · 
1918 · 
1919 · 
1920 · 
1921 · 
1922 · 
1923 · 
1924 · 
1925 · 
1926 · 
1927 · 
1928 · 
1929 · 
1930 · 
1931 · 1932 · 1933 · 1934 · 
1935 · 
1936 · 
1937 · 
1938 · 
1939 · 
1940 · 
1941 · 
1942 · 
1943 · 1944 · 
1945 · 
1946 · 
1947 · 
1948 · 
1949 · 
1950 · 
1951 · 
1952 · 
1953 · 
1954 · 
1955 · 
1956 · 
1957 · 
1958 · 
1959 · 
1960 · 
1961 · 
1962 · 
1963 · 
1964 · 
1965 · 
1966 · 
1967 · 
1968 · 
1969 · 
1970 · 
1971 · 
1972 · 
1973 · 
1974 · 
1975 · 
1976 · 
1977 · 
1978 · 
1979 · 
1980 · 
1981 · 
1982 · 
1983 · 
1984 · 
1985 · 
1986 · 
1987 · 
1988 · 
1989 · 
1990 ·
1991 · 
1992 · 
1993 · 
1994 · 
1995 · 
1996 · 
1997 · 
1998 · 
1999 · 
2000 · 
2001 · 
2002 · 
2003 · 
2004 · 
2005 · 
2006 · 
2007 · 
2008 · 
2009 · 
2010 · 
2011 · 
2012 · 
2013 · 
2014 · 
2015 · 
2016 ·
2017 ·
2018 ·
2019 ·
2020 ·
2021 ·
2022 ·
2023 ·
2024
Albanië ·
Algerije ·
Argentinië ·
Armenië ·
Australië ·
België ·
Bolivia ·
Bosnie en Herzegovina ·
Brazilië ·
Bulgarije ·
Burkina Faso ·
Canada ·
China ·
Colombia ·
Costa Rica ·
Cuba ·
DDR ·
Denemarken ·
Dominicaanse Republiek ·
Duitsland ·
Ecuador ·
Egypte ·
El Salvador · 
Engeland ·
Estland ·
Finland ·
Frankrijk ·
Ghana · 
Griekenland ·
Guatemala ·
Guinee ·
Haïti ·
Honduras ·
Hongarije ·
Ierland ·
IJsland ·
Irak ·
Iran ·
Israël ·
Italië ·
Ivoorkust ·
Jamaica ·
Japan ·
Joegoslavië ·
Kameroen ·
Kroatië ·
Litouwen ·
Marokko ·
Mexico ·
Nederland ·
Nieuw-Zeeland · 
Noord-Ierland ·
Noord-Korea ·
Oekraïne · 
Oman · 
Oostenrijk ·
Palestina ·
Panama · 
Paraguay ·
Peru ·
Polen ·
Portugal · 
Qatar ·
Roemenië · 
Rusland ·
Saoedi-Arabië ·
Schotland ·
Senegal ·
Servië ·
Slowakije ·
Sovjet-Unie ·
Spanje ·
Togo ·
Trinidad en Tobago ·  
Tsjecho-Slowakije ·
Tunesië · 
Turkije · 
Uruguay ·
Venezuela ·
Verenigde Arabische Emiraten ·
Verenigde Staten ·
Wales ·
Zambia ·
Zuid-Afrika ·
Zuid-Korea ·
Zweden ·
Zwitserland
Algerije (1982) · 
Australië (2014) · 
Brazilië (2014) · 
Honduras (2010) · 
Nederland (2014) · 
Oostenrijk (1982) · 
Spanje (2010) · 
Spanje (2014) · 
West-Duitsland (1982) · 
Zwitserland (2010)
Hondurese voetbalbond · A-internationals · Selecties · Bondscoaches · Hondurees vrouwenelftal · Olympisch elftal · Honduras U21 · Honduras U19 · Honduras U17
1920 – 1959 ·
1960 – 1969 ·
1970 – 1979 ·
1980 – 1989 ·
1990 – 1999 ·
2000 – 2009 ·
2010 – 2019 ·
2020 − 2029
CGC 2021
CA 2001
WK 1982 · 
WK 2010 · 
WK 2014
OS 2000 · 
OS 2008 · 
OS 2012 ·
OS 2016 ·
OS 2020
1921 · 
1922–1929 · 
1930 · 
1931–1934 · 
1935 · 
1936–1945 · 
1946 · 
1947–1949 · 
1950 · 
1951–1952 · 
1953 · 
1954 · 
1955 · 
1956 · 
1957 · 
1958–1959 · 
1960 · 
1961 · 
1962 · 
1963 · 
1964 · 
1965 · 
1966 · 
1967 · 
1968 · 
1969 · 
1970 · 
1971 · 
1972 · 
1973 · 
1974 · 
1975 · 
1976 · 
1977 · 
1978 · 
1979 · 
1980 · 
1981 · 
1982 · 
1983 · 
1984 · 
1985 · 
1986 · 
1987 · 
1988 · 
1989–1990 · 
1991 · 
1992 · 
1993 · 
1994 · 
1995 · 
1996 · 
1997 · 
1998 · 
1999 · 
2000 · 
2001 · 
2002 · 
2003 · 
2004 · 
2005 · 
2006 · 
2007 · 
2008 · 
2009 · 
2010 · 
2011 · 
2012 · 
2013 · 
2014 · 
2015 · 
2016 ·
2017 ·
2018 ·
2019 ·
2020 ·
2021 ·
2022 ·
2023 ·
2024
Argentinië ·
Australië ·
Azerbeidzjan ·
Belize ·
Bermuda ·
Bolivia ·
Brazilië ·
Canada ·
Chili ·
China ·
Colombia ·
Costa Rica ·
Cuba ·
Curaçao ·
Denemarken ·
Ecuador ·
El Salvador ·
Engeland ·
Finland ·
Frankrijk ·
Grenada ·
Griekenland ·
Guatemala ·
Haïti ·
IJsland ·
Israël ·
Jamaica ·
Japan ·
Joegoslavië ·
Letland · 
Mexico ·
Nederlandse Antillen ·
Nicaragua ·
Nieuw-Zeeland ·
Noord-Ierland · 
Noorwegen ·
Panama ·
Paraguay ·
Peru ·
Puerto Rico ·
Qatar ·
Roemenië ·
Saint Vincent en de Grenadines ·
Saoedi-Arabië ·
Servië ·
Slovenië ·
Spanje ·
Suriname ·
Trinidad en Tobago ·
Turkije ·
Uruguay ·
Venezuela ·
Verenigde Arabische Emiraten ·
Verenigde Staten ·
Wit-Rusland ·
Zambia ·
Zuid-Afrika ·
Zuid-Korea ·
Zwitserland
Chili (2010) ·
Ecuador (2014) ·
Frankrijk (2014) ·
Spanje (2010) ·
Zwitserland (2010) · 
Zwitserland (2014)